# 무료 방송
무료 방송은 시청료를 따로 내지 않는 무료로 공개되어 있는 방송을 말한다. 한국에서는 보통 "지상파 방송"이라고 하는데, 위성방송이나 인터넷방송 중에도 무료방송이 존재한다.

## 같이 보기
- 프리뷰 (영국)